# Boxberg kraftverk

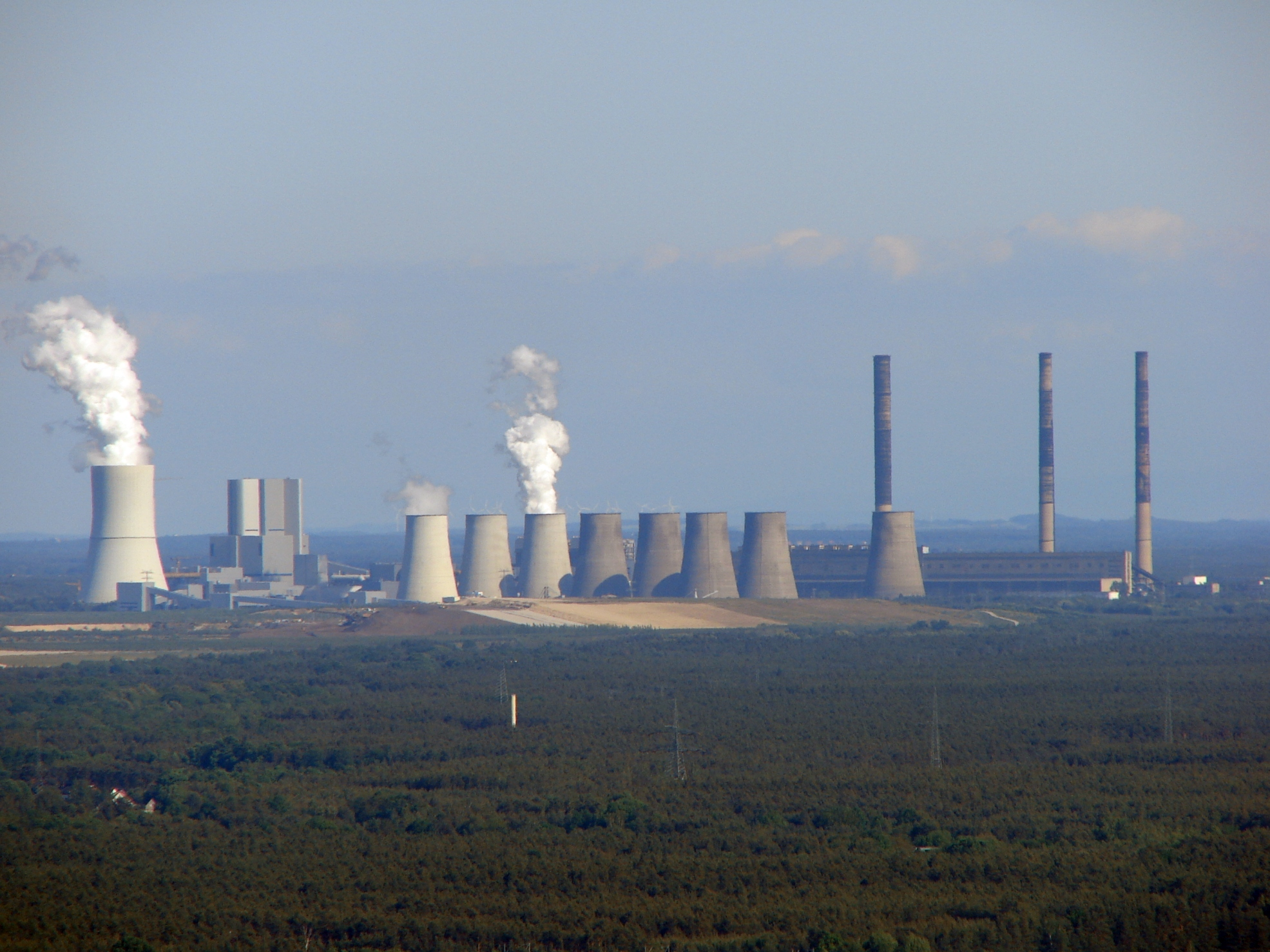
Boxberg kraftverk

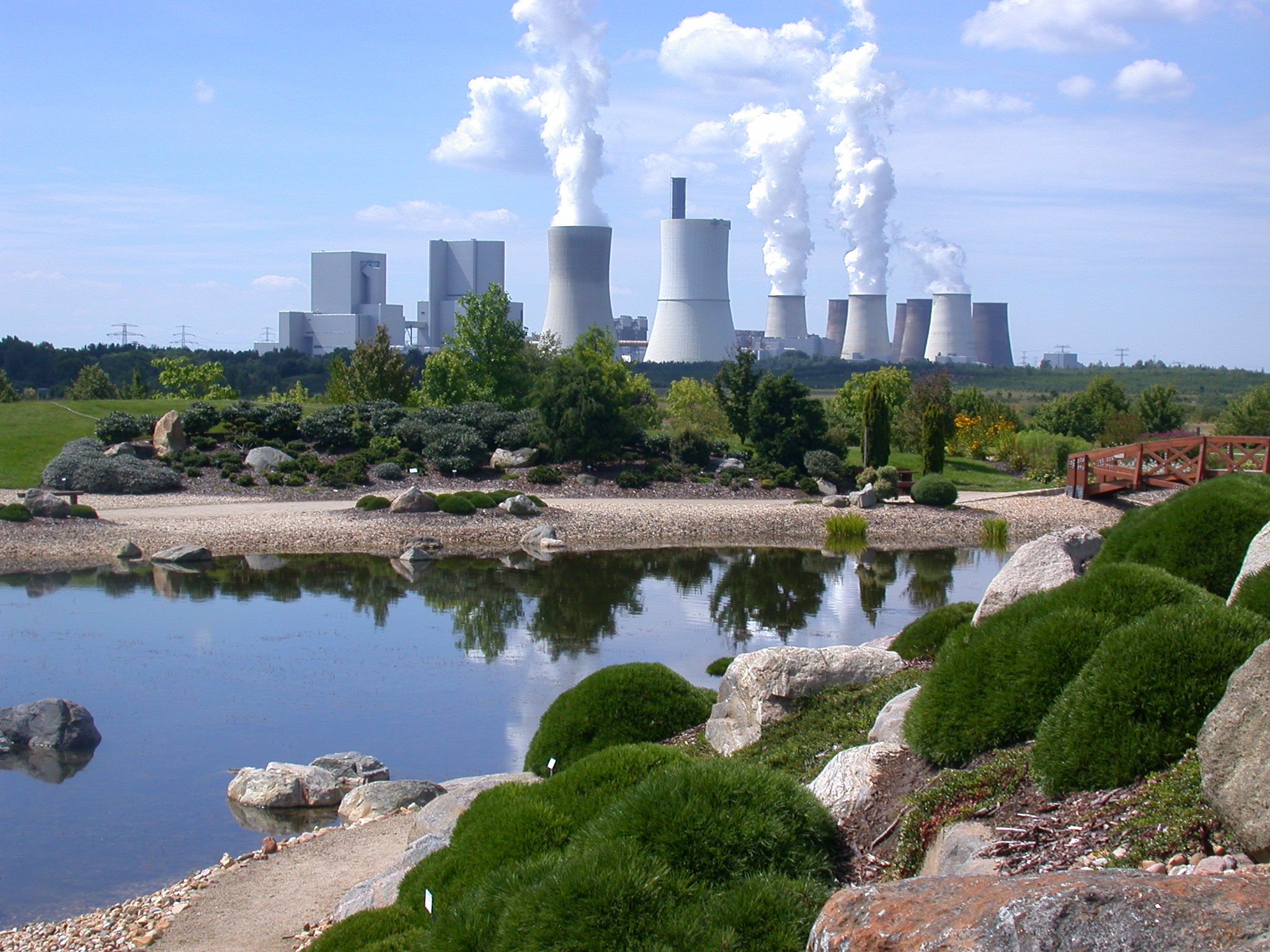
Boxberg kraftverk (2012)

Boxberg kraftverk är ett tyskt kolkraftverk i Boxberg, Sachsen. Det kan i sina tre block producera totalt 1 900 MW el. 
Den första delen av kraftverket byggdes 1966. Det byggdes efterhand ut och på 1980-talet hade det 14 enheter med en total effekt på 3 520 MW. Efter Tysklands återförening stängdes 12 av enheterna ner och de 2 kvarvarande, på vardera 500 MW, moderniserades. I mitten av 1990-talet byggdes en ny enhet på 900 MW. Sedan 2001 ägs kraftverket av Vattenfall AB.
Bränslet i kraftverket är brunkol som hämtas från omgivande dagbrott.